# Biała Skała (Bystrzyk)

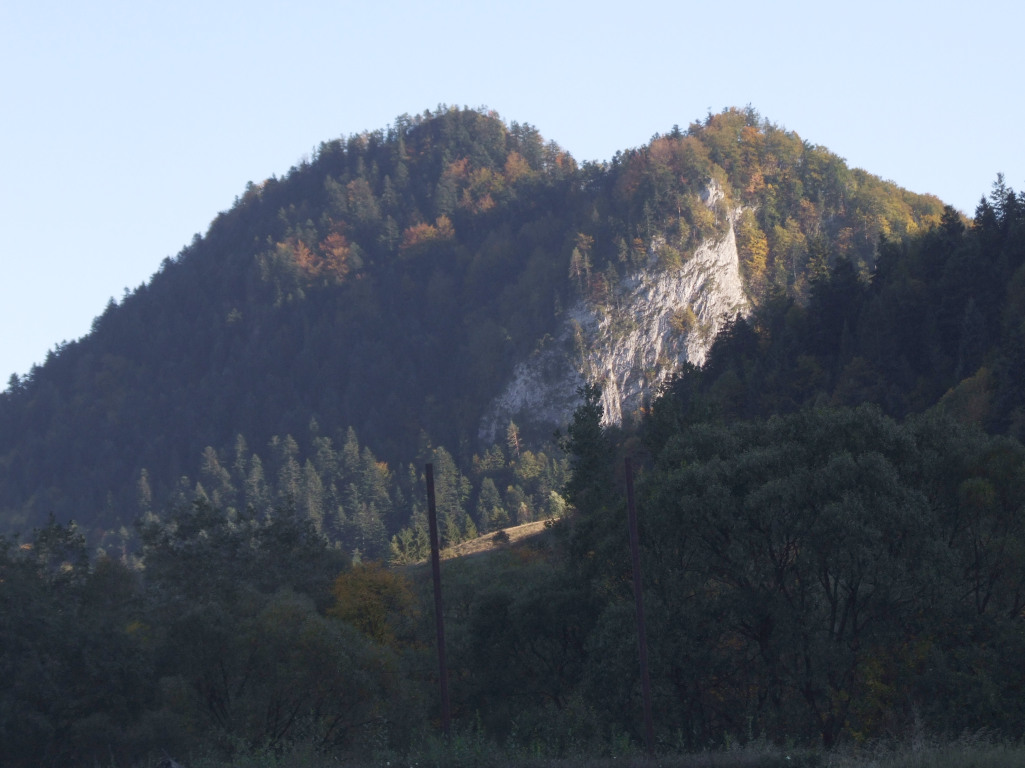
Biała Skała i Bystrzyk

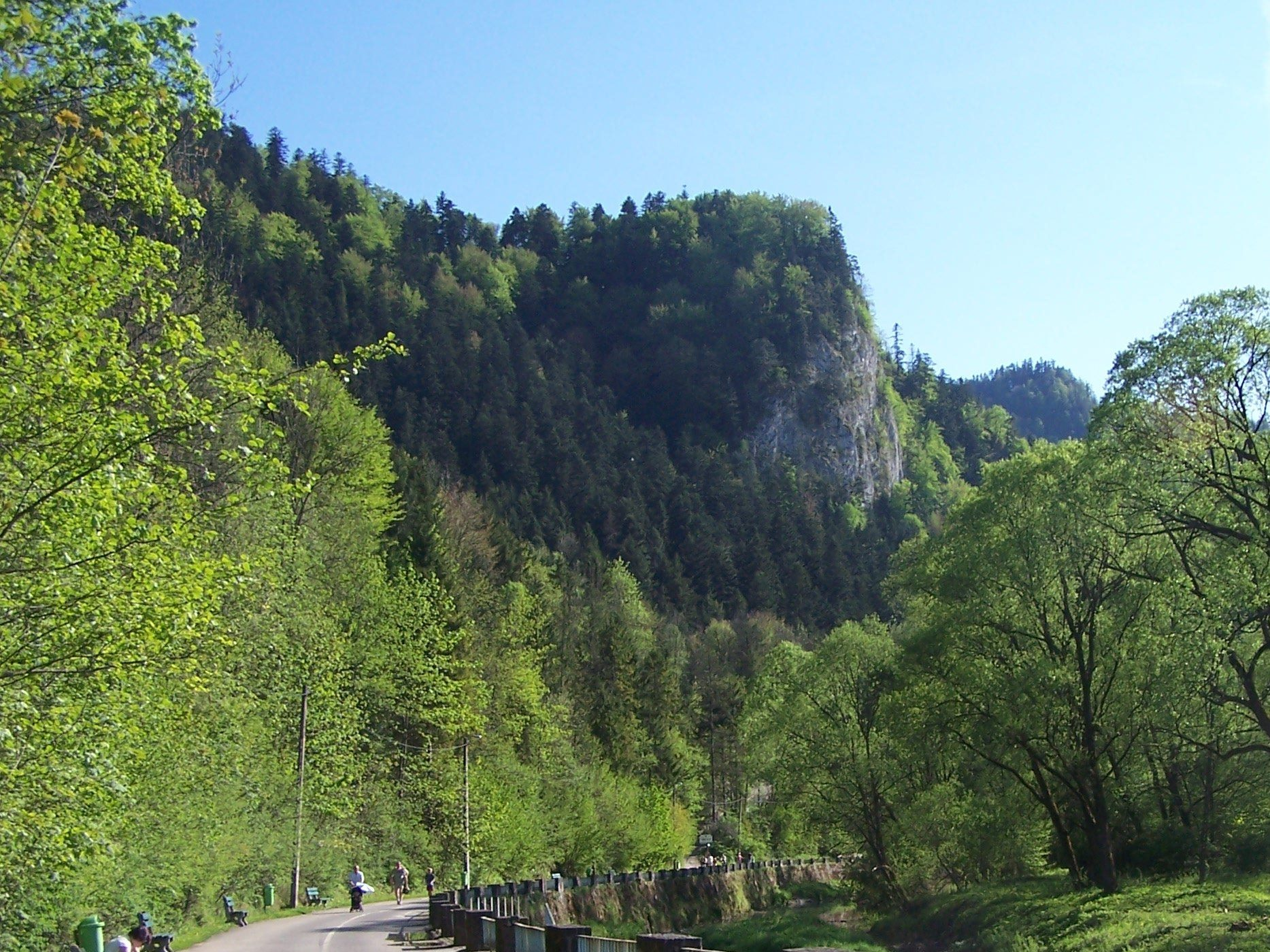
Widok ze Szczawnicy

Biała Skała – skała na zboczu Kaczego w Małych Pieninach, położona przy Drodze Pienińskiej i zamykająca od wschodu wylot Pienińskiego Przełomu. Jest bardzo dobrze widoczna nawet z mostu w Krościenku. Wznosi się na wysokość około 665 m n.p.m. i zbudowana jest z wapieni rogowcowych serii pienińskiej. Od strony Drogi Pienińskiej ma wysokość względną około 130 m i jest bardzo stroma, niemal pionowa. Przed II wojną światową było wyznakowane turystyczne, bardzo strome wejście na jej szczyt prowadzące przez las od strony północnej na przełączkę pomiędzy Bystrzykiem a Białą Skałą. Obecnie szlak ten nie istnieje.
Biała Skała znajduje się w granicach miasta Szczawnica w województwie małopolskim, w powiecie nowotarskim. U jej zachodnich podnóży jest przeprawa promowa przez Dunajec Nowy Przewóz oraz jeden z Pawilonów Pienińskiego Parku Narodowego. Ciekawa flora. U podnóży Białej Skały na wysokości 480 m n.p.m. rośnie m.in. bardzo rzadki w Polsce gatunek rośliny – przetacznik pokrzywolistny.